# Іннсбрук (Вірджинія)
Іннсбрук (англ. Innsbrook) — переписна місцевість (CDP) в США, в окрузі Генрайко штату Вірджинія. Населення — 8998 осіб (2020).

## Географія
Іннсбрук розташований за координатами 37°39′13″ пн. ш. 77°34′35″ зх. д. / 37.65361° пн. ш. 77.57639° зх. д. (37.653680, -77.576459).  За даними Бюро перепису населення США в 2010 році переписна місцевість мала площу 11,49 км², з яких 11,28 км² — суходіл та 0,21 км² — водойми.

## Демографія
Згідно з переписом 2010 року, у переписній місцевості мешкали 7753 особи в 3168 домогосподарствах у складі 1969 родин. Густота населення становила 675 осіб/км².  Було 3332 помешкання (290/км²).
Расовий склад населення:
| - 62,6 % — білих - 22,1 % — азіатів - 11,4 % — чорних або афроамериканців - 0,3 % — корінних американців - 1,2 % — осіб інших рас |

До двох чи більше рас належало 2,4 %. Частка іспаномовних становила 3,8 % від усіх жителів.
За віковим діапазоном населення розподілялося таким чином: 25,8 % — особи молодші 18 років, 68,4 % — особи у віці 18—64 років, 5,8 % — особи у віці 65 років та старші. Медіана віку мешканця становила 34,5 року. На 100 осіб жіночої статі у переписній місцевості припадало 98,2 чоловіків;  на 100 жінок у віці від 18 років та старших — 97,5 чоловіків також старших 18 років.
Середній дохід на одне домашнє господарство  становив 98 361 долар США (медіана — 80 238), а середній дохід на одну сім'ю — 120 507 доларів (медіана — 106 875). Медіана доходів становила 74 480 доларів для чоловіків та 55 693 долари для жінок. За межею бідності перебувало 5,3 % осіб, у тому числі 5,9 % дітей у віці до 18 років та 1,8 % осіб у віці 65 років та старших.
Цивільне працевлаштоване населення становило 4176 осіб. Основні галузі зайнятості: фінанси, страхування та нерухомість — 25,1 %, освіта, охорона здоров'я та соціальна допомога — 19,1 %, науковці, спеціалісти, менеджери — 13,4 %, роздрібна торгівля — 8,0 %.